# نگوین وان لوک
نگوین وان لوک (انگلیسی: Nguyễn Văn Lộc; ۲۴ اوت ۱۹۲۲ – ۳۱ مهٔ ۱۹۹۲) سیاست‌مدار اهل هندوچین فرانسه بود. وی از ۱ نوامبر ۱۹۶۷ تا ۱۸ مه ۱۹۶۸ نخست‌وزیر ویتنام جنوبی بود.
نگوین وان لوک در ۳۱ مه ۱۹۹۲، در سن ۶۹ سالگی در ایولین، فرانسه درگذشت.